# Österrikiska Nederländerna
Österrikiska Nederländerna omfattade ungefär de moderna staterna Belgien och Luxemburg och existerade från slutet av Spanska tronföljdskriget 1714 tills området erövrades av franska revolutionstrupper 1795.  Det var en del av huset Habsburgs besittningar inom Tysk-romerska riket, vars politiska centrum låg i Österrike. Under Brabantrevolutionen mellan januari och december 1790 bildades en kortlivad republik kallad Belgiens förenta stater.

## Omfattning
I Österrikiska Nederländerna ingick:
- Delar av hertigdömet Brabant
- Större delen av hertigdömet Limburg
- Hertigdömet Luxemburg
- En liten del av Gelderland
- En del av grevskapet Flandern
- Grevskapet Namur
- En del av grevskapet Hennegau
- Herrskapet Mechelen
- Tournaisis

## Historia
Då den spansk-habsburgska linjen dog ut med Karl II resulterade detta i spanska tronföljdskriget och Spanska Nederländerna övergick till de österrikiska habsburgarna som ett resultat av kriget. Österrikiska Nederländerna uppstod 1714. Fram till Frankrikes erövring av riket under första koalitionskriget regerades det från Bryssel. Landets invånare motsatte sig starkt Josef II:s centralistiska och absolutistiska reformer. Detta ledde 1789/90 till Brabantrevolutionen. Av revolutionens ledare utropades Belgiens förenta stater. Josefs bror och efterföljare Leopold II lyckades få ett slut på oroligheterna, men inte på motsättningarna mellan de nederländsktalande flamländarna i norr och de fransktalande vallonerna i söder. I freden i Campo Formio 1797 avträddes Österrikiska Nederländerna till Frankrike. Efter Wienkongressen tillföll området Nederländerna under huset Oranien.

### Fotnoter
1. ↑  ”Belgium” (på engelska). World Statesmen. http://www.worldstatesmen.org/Belgium.html. Läst 7 december 2015.